# Marià Camprubí Viola
Marià Camprubí Viola (Reus, 13 de desembre de 1804 - ? segle XIX) va ser un coreògraf i mestre de dansa català, pare del també coreògraf Joan Camprubí. També se'l coneix amb els noms de Marian i de Mariano.
Va fundar a Barcelona una escola de coreografia on ensenyava també ball de palillos i més endavant va ser mestre de dansa clàssica i espanyola a París. Va triomfar als Teatres Principal i Liceu de Barcelona, al Teatro Real de Madrid i al Teatre de l'Òpera de París, tenint com a parella artística a Dolors Serral. Va fer gires per Europa i Amèrica. Es desconeix la data i el lloc de la seva mort.
Coincidí amb grans ballarins de la seva època arreu d'Europa amb la seva parella Dolores Serral. Compartí cartell amb Maria Taglioni i Jules Perrot l'any 1830 a la producció de l'òpera de Gasparo Spontini Fernán Cortés. La seva participació coreogràfica va reforçar el colorisme hipano-mexicà de l'obra. Existeixen documents gràfics de l'època que mostren l'actuació d'aquesta parella da ball a França, executant el bolero i la catxutxa. L'estança a Dinamarca de la parella de ball fou de gran importància, ja que despertaria l'interès de A. Bournonville, mestre del ballet del "Teatro Real". La relació entre ells fou llarga i fructífera. Es diu que Bournonville s'inspirà en les interpretacions de la parella per crear moltes de les seves coreografies com La ventana i El toreador, considerades com aportacions de Bournonville a l'escola bolera.